# U–311
A VIIC típusú  U–311 tengeralattjárót a német haditengerészet rendelte a lübecki Flender Werke AG-tól 1941. június 5-én. A hajót 1943. március 23-án állították szolgálatba. Két harci küldetése volt, amelynek során egy hajót megsemmisített. Ennek vízkiszorítása 10 342 brt volt.

## Pályafutása
Az U–311 1943. november 25-én futott ki Joachim Zander irányításával első őrjáratára Kielből, majd 1944. január 26-án érkezett meg Brestbe. Második, utolsó útjára 1944. március 7-én hajózott ki. Április 22-én az Atlanti-óceán északi részén, Írországtól nyugatra két kanadai fregatt, az HMCS Matane és az HMCS Swansea mélységi bombákkal elpusztította. A teljes legénység, 51 ember meghalt. 

## Kapitány
| Név            | Kezdőnap          | Zárónap           |
| -------------- | ----------------- | ----------------- |
| Joachim Zander | 1943. március 23. | 1944. április 22. |

## Őrjáratok
| Indulás | Indulónap          | Érkezés | Zárónap          |
| ------- | ------------------ | ------- | ---------------- |
| Kiel    | 1943. november 25. | Brest   | 1944. január 26. |
| Brest   | 1944. március 7.   | *       | 1944 április 22. |

* A hajó nem érte el úti célját, elsüllyesztették

## Elsüllyesztett hajó
| Nap               | Hajó   | Nemzetisége      | Vízkiszorítása (brt | Konvoj |
| ----------------- | ------ | ---------------- | ------------------- | ------ |
| 1944. március 19. | Seakay | Egyesült Államok | 10 342              | CU–17  |